# Aphelinoidea xenos
Aphelinoidea xenos är en stekelart som beskrevs av Timberlake 1924. Aphelinoidea xenos ingår i släktet Aphelinoidea och familjen hårstrimsteklar. Inga underarter finns listade i Catalogue of Life.